# Ravnenes Saga

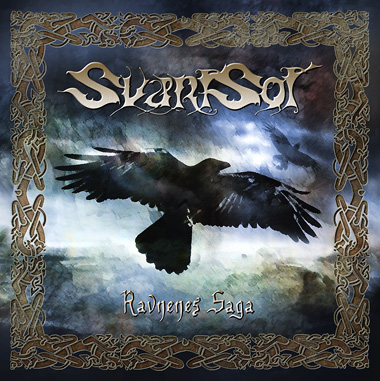

Ravnenes Saga è il debut album della viking metal band danese Svartsot.

## Tracce
1. Gravøllet - 4:36
2. Tvende Ravne - 4:15
3. Nidvisen - 4:36
4. Jotunheimsfærden - 4:04
5. Bersærkergang - 4:43
6. Hedens Døtre - 4:13
7. Festen - 3:14
8. Spillemandens Dåse - 3:40
9. Skovens Kælling - 3:03
10. Skønne Møer - 4:21
11. Brages Bæger - 3:06
12. Havets Plage - 2:13

### Tracce Bonus
14. Drekar
15. Hævnen

## Formazione
- Claus B. Gnudtzmann: voce
- Michael Lundquist Andersen: chitarra
- Cristoffer J.S. Frederiksen: mandolino, chitarra acustica
- Martin Kielland-Brand: basso
- Niels Thøgersen: batteria
- Stewart C. Lewis: flauto irlandese